# 263
263（二百六十三、二六三、にひゃくろくじゅうさん）は、自然数また整数において、262の次で264の前の数である。

## 性質
- 263は56番目の素数であり、1つ前は257、次は269。
  - 約数の和は264。
- 263 = 263 + 0 × ω (ωは1の虚立方根)
  - a + 0 × ω (a > 0) で表される30番目のアイゼンシュタイン素数である。1つ前は257、次は269。
- 263 = 263 + 0 × i (iは虚数単位)
  - a + 0 × i (a > 0) で表される30番目のガウス素数である。1つ前は251、次は271。
  - ガウス素数かつアイゼンシュタイン素数である15番目の素数。1つ前は251、次は311。
- 12番目の安全素数であり、1つ前は227、次は347。
- 11番目の非正則素数である。1つ前は257、次は271。
- 15番目の 8n − 1 型の素数であり、この類の素数は x2 − 2y2 と表せるが、263 = 192 − 2 × 72 である。1つ前は239、次は271。
- 26…63 の形の最小の素数である。次は2663。ただし挟まれた数は無くてもいいとすると最小は23。(オンライン整数列大辞典の数列 A101964)
- 263 = 28 + 7
  - n = 8 のときの 2n + 7 の値とみたとき1つ前は135、次は519。(オンライン整数列大辞典の数列 A168415)
    - 2n + 7 の形の4番目の素数である。1つ前は71、次は1031。(オンライン整数列大辞典の数列 A104066)
- 各位の和が11になる24番目の数である。1つ前は254、次は272。
  - 各位の和が11になる数で素数になる8番目の数である。1つ前は227、次は281。(オンライン整数列大辞典の数列 A106754)
- 各位の平方和が平方数になる32番目の数である。1つ前は244、次は269。(オンライン整数列大辞典の数列 A175396)
22 + 62 + 32 = 49 = 72
- 1/263 は循環節の長さが262の循環小数になる。
  - 逆数が循環小数になる数で循環節が262になる最小の数である。次は526。
  - 循環節が n −1 である巡回数を作る22番目の素数である。1つ前は257、次は269。
  - 循環節が n になる最小の数である。1つ前の261は523、次の263は40199712048008930571428131875902950777477607917。(オンライン整数列大辞典の数列 A003060)
- 桁の調和平均が3になる7番目の数である。1つ前は244、次は326。(オンライン整数列大辞典の数列 A062181)
例．3/1/2 + 1/6 + 1/3 = 3

## その他 263 に関連すること
- 第263代ローマ教皇はヨハネ・パウロ1世（在位：1978年8月26日～9月28日）である。
- 国際電話番号の263は、ジンバブエ。
- 年始から数えて263日目は9月20日、閏年は9月19日。
- H.263は、動画圧縮の規格。
- Sd Kfz 263 (8-Rad)は、ドイツ国防軍の8輪装甲車。
- Sd Kfz 263 (6-Rad)は、ドイツ国防軍の6輪装甲車。
- 第二六三海軍航空隊は、大日本帝国海軍の飛行隊。
- はつひ(JDS Hatsuhi, DE-263)は、海上自衛隊のあさひ型護衛艦 (初代)二番艦。前身はアメリカ海軍の護衛駆逐艦 アザートン(USS Atherton, DE-169)。
- ローブ(USS Laub, DD-263)は、アメリカ海軍の駆逐艦。
- ディード(USS Deede, DE-263)は、アメリカ海軍の護衛駆逐艦。
- パドル(USS Paddle, SS-263)は、アメリカ海軍の潜水艦。
- Me 263は、第二次世界大戦末期のドイツ空軍の戦闘機。